# S-25
L'S-25 (in cirillico: С-25; nome in codice NATO: SA-1 Guild), anche noto come Berkut, è stato un sistema missilistico terra-aria, di fabbricazione sovietica, il primo a raggiungere la prontezza operativa tra le file delle forze missilistiche strategiche dell'Unione. Sviluppato nei primi anni '50, fu schierato a difesa di Mosca in due fitti cerchi concentrici, a partire dal 1955 ed entrò ufficialmente in servizio nel giugno 1956.
Disegnato a partire dal missile tedesco sperimentale Wasserfall, trovò reale impiego solo attorno alla capitale: a protezione di altri siti strategici ed aree di contatto, infatti, gli venne preferito l'S-75. Nessuno dei Berkut impiegati in azione riportò mai l'abbattimento del bersaglio.
La sigla S-25 sta per Systema 25, denominazione che venne poi impiegata per identificare tutti i sistemi missilistici terra-aria, sovietici prima e russi poi, costituiti da missili, apparati radar e veicoli lanciatori.

## Caratteristiche
L'S-25 era asservito ad un radar chiamato "yo-yo", equipaggiato con 6 antenne in grado di coprire ciascuna una sezione di 60 gradi dello spazio aereo circostante, erogando circa 2 MW di potenza. Per questo motivo, venne considerato alla stregua di un sistema di avvistamento antimissili nei trattati ABM.

## Composizione
Una batteria di S-25 include: missili V-300, radar R-113 e B-200